# العزازة
العزازة قرية تقع في منتصف السودان على بعد 27 كم شمال مدينة ود مدني عاصمة ولاية الجزيرة، وجنوب الحصاحيصا، وتقع القرية على بعد ثلاث كيلومترات من الضفة الغربية للنيل الأزرق. وهي تقريبًا تبعد كيلومترين من طريق الأسفلت الخرطوم - مدني.

## الموقع والتسمية
أما موقع القرية تحده الأراضي الزراعية من كل جانب، وهناك بعض القرى تقع على بعد منها وتربطها بالعزازة صلات قرابة مثل عبد العزيز في الشمال الشرقي، وطيبة الشيخ عبد الباقي والطلحة وباشكار في الجنوب والجنوب الغربي، ومن ناحية الشرق علي بعد كيلومترين تقع فداسي الحليماب، ويمر بالقرية من جهة الغرب خط سكة الحديد، وتوجد بها (سندة) يقف بها القطار. سميت العزازة بهذا الاسم نظرًا لطبيعة الأرض فإن الأرض الطينية الزرقاء تسمى العزاز، وبما أنها قطعة من الأرض طينية سوداء اللون فسميت العزازة.

## النشأة
يُذكر أن الموقع التاريخي للقرية كان غرب الموقع الحالي ويفصل بين الموقع الحالي والسابق خط السكة الحديدة ولقد وجدت آثار لمقابر بشرية تأكيدًا لهذه الرواية، يرجع تاريخ نشأة العزازة تاريخيًا للفترة ما بين 1410م – 1450م ويأتي هذا التاريخ استنادًا لحقائق تاريخية (أقوال المؤرخين الأجداد – وتصنيف آخر علمي) حيث ثبت نقلا عن الأجداد أن تكوين العزازة تاريخيًا تزامن مع نشأة مدينتي سنار واربجي.
أما علمياً فيرجع إلى علاقة النسب التي جمعت بين أول سكان العزازة حيث أن الناس تتفق على أن أقدم جدود العزازة الذين ربطوا بين أهل القرية هم من الجد الثامن وقياسًا بمعدل العمر فإن عمر الجد الثامن اليوم تقريبًا 580 عامًا وهذا ما يتوافق مع قول الأجداد. لذا نجد أن عمر العزازة ما بين ال 600 إلى 550 عامًا تقريبًا.
أول من سكن العزازة منذ ما يقارب ال 600 عام هم العرب (الرحّل) والذين قدموا من مناطق شرق النيل أو ما يعرف بأرض البطانة حاليا وكانت رحلتهم لهذه المناطق بغرض إيجاد المرعي المناسب لماشيتهم فاستوطن العوضاب(وهم بيت من بيوت قبيلة البطاحين المعروفة) شمال القرية غرب الموقع الحالي للمدارس الابتدائية. بعد ذلك تلتهم بيوت عديدة من نفس القبيلة أي أن أول من سكن العزازة هم قبيلة البطاحين وبعد أعوام ليست بالكثيرة قدم الكواهلة من مناطق النيل الأبيض وسكنوا بالجهة الجنوبية للقرية وهم أبناء عمومة للبطاحين وقدم بعد الكواهلة أيضا من شرق النيل الرفاعيين واستوطنوا بالجهة الشرقية للقرية. وهناك قلة من قبائل أخرى جمعتهم بالعزازة صلات المصاهرة فاستوطنوا في زمن ليس بالقريب العزازة مثل الجعليين والشايقية. كما يسكن القرية حديثا في جهة الغرب قلة من السكان وهم من قبيلة الهوسا. أما النسيج الغالب على إنسان العزازة فهو مزيج المصاهرة بين القبائل الثلاث (البطاحين – الرفاعيين – الكواهلة) وحاليا نادرا ما تجد شخصا صافي النسل من قبيلته الأم وأصبح التمازج العرقي العزازي الخليط هو الأصل وأصبحت هوية ساكن العزازة ولقبه ود العزازة وقبيلته العزازة.

## المساحة والسكان
تقع القرية على مساحة واحد ونصف كيلو مترا مربعا وقديما كان الإمداد أكبر من ذلك حيث كانت تتبع الأراضي للسكان ولكن حددت هذه المساحة رسميا بعد قيام المشاريع الزراعية بالري الصناعي ولذا حددت المساحة السكنية ب 1500000 مترا مربعا، أما عدد السكان الحالي حسب تعداد 2008م فهم 11000 نسمة تقريبا.

## المعالم التاريخية
سرايا المفتش
وهي تقع شرق القرية على بعد 500 مترا منها محاذية لطريق الأسفلت الذي يربط القرية بطريق الخرطوم - مدني، وهي من المعالم التاريخية للعزازة، ويرجع تاريخها إلى تكوين الاستعمار الإنجليزي لمشروع الجزيرة، حيث تزود كل منطقة بمباني تعرف بسرايا المفتش يسكن بها المفتش المسؤول عن الأراضي الزراعية. وحديثا في طريقها لتصبح مركزا للبحوث الزراعية.
السندة
وتقع في الجزء الغربي وهي أيضا علامة تركها الاستعمار الإنجليزي للبلاد عندما قام بتشييد السكك الحديدية وهذه السندة كانت مركزا تجاريا مهما للقرية وللقري المجاورة حيث يتبادلوا مع المسافرين البضائع وعمليات البيع والشراء وبتدهور السكك الحديدية أصبحت رمزا تاريخا وقصص يرويها الكبار للصغار.

## المرافق العامة
المستشفي الريفي
يقع شمال القرية وقد تطور هذا المستشفى منذ إنشائه في الخمسينيات من شفخانة ونقطة غيار إلى مركز صحي ثم تم تغييره رسميا بقرار من وزارة الصحة الاتحادية إلى مستشفى ريفي يقوم بعمليات علاجية للمرضي وبه طبيب مقيم وطاقم طبي وحديثا تم تحويله ليتبع إلى هيئة التأمين الصحي والآن في طريقه للعودة إلى مستشفى ريفي بعد قرار قانون العلاج المجاني. وبداخله معمل للفحص – صيدلية – غرفة الكشف – مكتب للأطباء – غرف التمريض -3 عنابر للمرضي.
مركز الشباب
ويقع أيضا مجاورا للمستشفى الريفي في الجزء الشمالي للقرية ويحتوي على العديد من الأنشطة الرياضية والثقافية والاجتماعية وقديما كان تحت مسمي نادي العزازة وتأسس في العام 1952. وتقام به الندوات الثقافية والدينية ومناسبات مجتمع القرية وكل انشطة العمل العام ويعتبر من المعالم المهمة بالقرية حيث يربط جميع المرافق بتعدد أنشطته.
المدارس
أول المدارس التي أُنشئت بالقرية في كانت ابتدائية للبنين في مطلع الخمسينات وبدأت أنشطتها داخل الدواوين حتى تم تأسيسها بعد ذلك بجهود رجال وطنيون من القرية وجهود شعبية بعدها تاسست مدرسة للبنات تلتها مدرسة متوسطة للبنين وأخرى للبنات وحديثا بعد تغيير السلم التعليمي في مطلع التسيعنات تم إنشاء مدرستان ثانويتان للبنين والبنات ومدرسة قانية لتعليم القرآن وأصول الفقه. وتستوعب كل هذه المدارس من الابتدائية حتى الثانوي سنويا 1500 طالب وطالبة بمراحلهم المختلفة.
الزراعة
يعمل غالبية من سكان العزازة بالزراعة منذ زمن قديم وقبل قيام مشروع الجزيرة كان هناك ما يعرف (بالبلدات) وهي تعتمد على الري المطري وبعد تخطيط المشروع أصبحت الزراعة هي المهنة الرئسية للسكان. تعتبر العزازة قرية غنية بالموارد الزراعية المختلفة، وتعتبر من القرى المؤثرة جدا في اقتصاد إنتاج مشروع الجزيرة حيث يمتلك سكان القرية أكثر من 10000 عشرة ألف فدان لإنتاج القطن والحبوب والجنائن الخاصة بإنتاج الخضر والفاكهة وتعتبر من أهم المراكز الإنتاجية والتجارية للمحاصيل في مجلس جنوب الجزيرة. هذا بالإضافة لامتلاك بعض السكان لقطعان الماشية.